# Gehetzte Menschen
Gehetzte Menschen er en tysk stumfilm fra 1924 af Erich Schönfelder.

## Medvirkende
- Lucy Doraine som Margit
- Johannes Riemann som Hans
- Hans Albers som Karl von Behn
- Rudolf Lettinger som F. A. Mertens
- Leonhard Haskel som Herr Garson
- Ilka Grüning som Frau Garson
- Hugo Werner-Kahle som Andrewowitsch Gosmol
- Trude Wessely som Lily